# 坂上秋成
坂上 秋成（さかがみ しゅうせい、1984年 - ）は日本の作家、文芸批評家。武蔵中学校・高等学校、早稲田大学法学部卒業。

## 経歴
2008年、投稿作「結ばれた時間、引き裂かれたスグモトハルオ」で第51回群像新人文学賞小説部門最終候補となる。2009年、「東浩紀のゼロアカ道場」で準優勝。同2009年、雑誌『ユリイカ』で商業誌デビュー。ミニコミ誌『BLACK PAST』、『ビジュアルノベルの星霜圏』で責任編集を務めた。2010年度『週刊読書人』文芸時評を担当。2013年4月、河出書房新社より小説『惜日のアリス』を刊行。

## 作品リスト

### 単著
小説
- 『惜日のアリス』（河出書房新社、2013年4月）
- 『夜を聴く者』（河出書房新社、2016年3月）
- 『モノクロの君に恋をする』（新潮文庫nex、2017年6月）
- 『ビューティフル・ソウル ―終わる世界に響く唄―』（講談社ラノベ文庫、2017年8月）[6]
- 『ビューティフル・ソウル2 ―それでもあなたに笑ってほしい―』（講談社ラノベ文庫、2018年3月）
- 『ONE PIECE novel LAW』（JUMP j BOOKS、2020年4月）
- 『ファルセットの時間』（筑摩書房、2020年7月）
- 『紫ノ宮沙霧のビブリオセラピー 夢音堂書店と秘密の本棚』（新潮文庫nex、2021年5月）

ノンフィクション
- 『TYPE-MOONの軌跡』（星海社新書、2017年11月)
- 『Keyの軌跡』（星海社新書、2019年11月)

### 雑誌掲載
小説
- 「夜を聴く者」 - 『文藝』2015年春季号（2015年3月、河出書房新社）翌年に単行本化。
- 「獣を見たらすぐに撃て」 - 『文藝』2017年冬季号（2017年10月、河出書房新社）
- 「私のたしかな娘」 - 『文學界』2018年10月号（2018年9月、文芸春秋）
- 「ONE PIECE novel LAW」 - 『ONE PIECE magazine』Vol.4 - Vol.7 連載（2018年10月 - 2019年8月、集英社）
- 「おぼれる心臓」 - 『文學界』2019年12月号（2019年11月、文芸春秋）
- 「陽炎のほとり」 - 『文學界』2022年8月号（2022年7月、文芸春秋）
- 「泥の香り」 - 『文學界』2024年11月号（2024年10月、文藝春秋）

評論・翻訳
- 「〈現地語〉文学の華やぎを見つめて 水村美苗への応答」 - 『ユリイカ』2009年2月号 特集=日本語は亡びるのか？（青土社）
- 「モル的な闘牌――赤木しげると桜井章一」 - 『ユリイカ』2009年10月号 特集=福本伸行（青土社）
- 「捏造の技法――あるいは記号としての他者との関係」 - 『早稲田文学 増刊 U30』早稲田文学会、2010年2月
- 「ラズノレーチェが運ぶもの――新たな小説への三つの提案」 - 『ユリイカ』2010年9月号 特集=10年代の日本文化のゆくえ（青土社）
- 「「浄化の物語」を願いながら――三人称・コミットメント・反サプリメント」 - 『ユリイカ』2011年1月臨時増刊号 総特集=村上春樹（青土社）
- 「涼宮ハルヒの失恋――「設定」と「人格」のすれ違いをめぐって」 - 『ユリイカ』2011年7月臨時増刊号 総特集=涼宮ハルヒのユリイカ（青土社）
- 「ピクニックに出かけられなかった人たちのために――病・解放・フィクション」 - 『ユリイカ』2012年9月号 特集=岩井俊二（青土社）
- 「日本国外のヴィジュアルノベル」ランディ・アウ著、坂上秋成訳 - 『ゲンロン 8 ゲームの時代』（2018年5月、株式会社ゲンロン）
- 「変容の困難――“それなり”の外へ出るために」 - 『ゲンロンβ』35号（2019年3月22日、株式会社ゲンロン）
- 「宇佐見りん『推し、燃ゆ』」 - 『すばる』2020年12月号（2020年11月、集英社）

### アンソロジー収録
小説
- 「モテないし合コンに行く」 - 『私がモテないのはどう考えてもお前らが悪い! ミステリー小説アンソロジー』（星海社FICITONS、2021年8月）

エッセイ
- 「現実のかたちを変える作品（ばしょ）」 - 『人生を変えるアニメ』（14歳の世渡り術 シリーズ）河出書房新社編、2018年8月

### ゲーム
- 『ヘブンバーンズレッド』（Wright Flyer Studios・Key、2022年2月 - ） - シナリオ制作協力